# Due vite in una
Due vite in una (That Was Then... This Is Now) è un film drammatico statunitense del 1985 diretto da Christopher Cain.
Il film è basato sul romanzo omonimo (That Was Then, This Is Now) di S. E. Hinton (1971).